# Yacimiento fortaleza de Metsamor

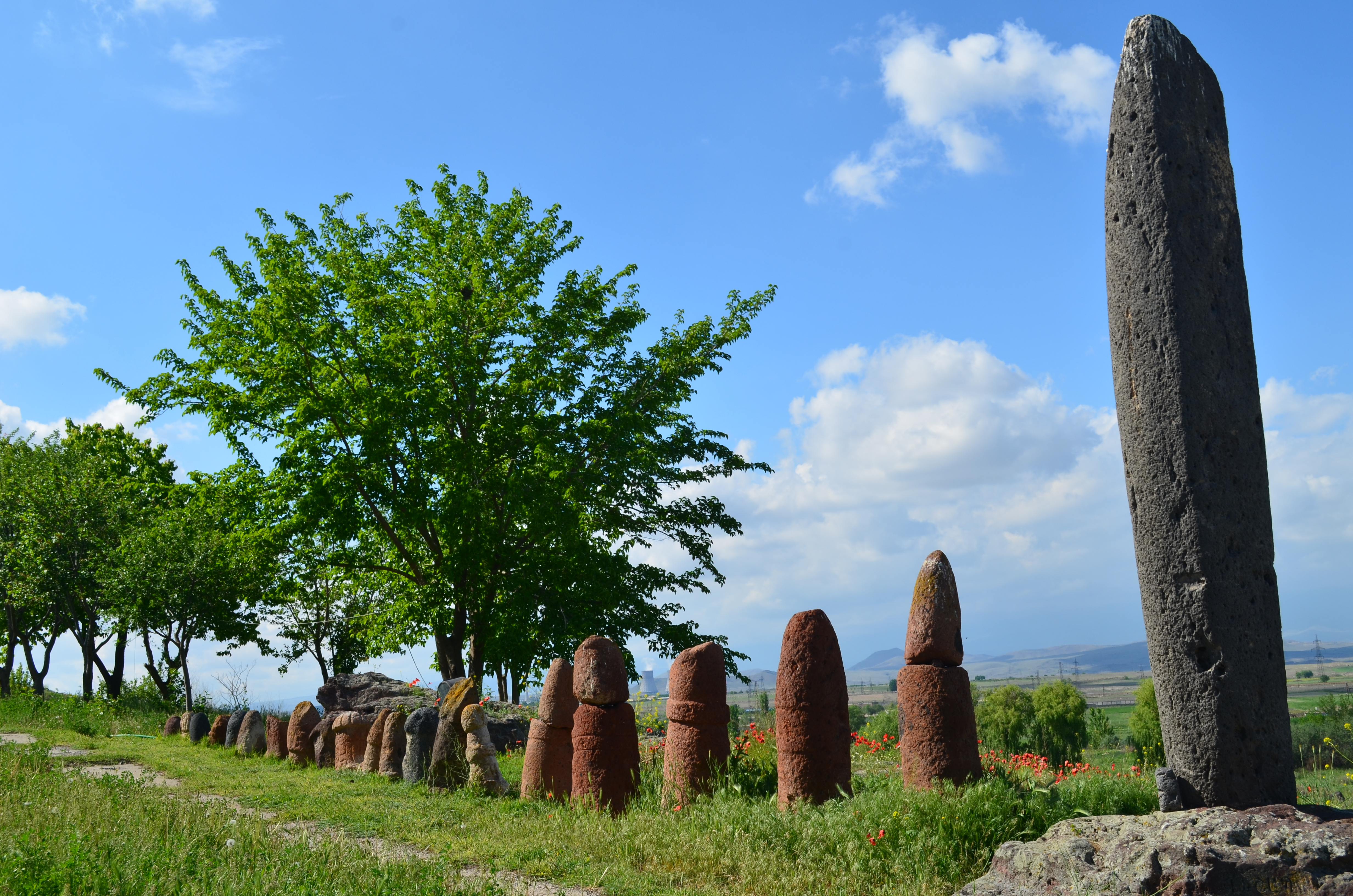
Piedras verticales en el yacimiento de Metsamor

El yacimiento fortaleza de Metsamor son los restos de una vieja ciudadela situada al sudoeste de la ciudad de Taronik, en Armenia, en la provincia de Armavir. El lugar, en lo alto de una colina volcánica, tiene una extensión de 10,5 ha, aunque se cree que llegó a cubrir 200 ha y albergó a 50.000 personas. Ha estado poblado entre el V Milenio a. C y el siglo XVIII.
Las excavaciones del yacimiento empezaron en 1965, bajo la supervisión de Emma Khanzadyan. Se han encontrado al menos siete santuarios, además de círculos de piedra neolíticos de hace siete mil años que podrían formar parte de un observatorio astronómico que ha atraído el interés de la arqueoastronomía.
El periodo más importante del yacimiento fue la Edad del Bronce, entre los milenios III y II a. C. cuando se practicaba a cierta escala la minería del cobre y aquí se encontraba la mayor producción de bronce. Continuó siendo un lugar importante durante el periodo de Urartu, entre los siglos IX y VI a. C.

## Museo de Metsamor
El Museo de Historia y Arqueología de Metsamor abrió en 1968. Alberga más de 27.000 objetos, la mayoría encontrados en el yacimiento.